# Jan Kosak
Jan Kosak (* 3. února 1992 v Dobroníně) je český fotbalový záložník, momentálně hrající nižší rakouskou ligu za tým USV Langenlois.

## Klubová kariéra
S fotbalem začínal ve čtyřech letech v Jiskře Dobronín. Tady si ho v roce 2003 vyhlédl trenér mladších žáků Vysočiny Radek Cipruš. Postupně se prokousal až do áčka, kde si premiéru odbyl v květnu 2010 v zápase s Třincem. Jelikož se však nedokázal nastálo probojovat do užšího kádru "A" týmu, odešel v zimě 2012 na hostování do Graffinu Vlašim, odkud se pak v létě vrátil do již prvoligové Jihlavy. Premiérové gólu v ligovém zápase za "A" tým Vysočiny se dočkal v 6. kole ročníku 2013/14, kdy otevřel skóre v zápase v Teplicích (2:4). V létě 2014 odešel na testy do slovenského celku FK Dukla Banská Bystrica. Na nich patrně neuspěl, neboť na přelomu června a července jej testoval FC Hradec Králové. V týmu uspěl, ale nakonec se kluby nedohodly na hostování a vrátil se do Jihlavy. Jelikož se během podzimní části ročníku 2014/15 neprobojoval do užšího kádru "A" týmu Vysočiny, odešel na konci ledna 2015 na testy do slovenského celku FC ViOn Zlaté Moravce. Na testech však příliš dlouho nepobyl, neboť 31. ledna téhož roku odehrál přípravný zápas jihlavské juniorky proti Velkému Meziříčí (3:2), v němž se i gólově prosadil. V půlce února pak odešel na testy do druholigového Kolína. Ani v Kolíně však neuspěl a nakonec zamířil do Baníku Sokolov.

## Reprezentační kariéra
Poprvé se do reprezentace podíval na turnaji Kouba Cup a následovalo zařazení do širšího výběru fotbalistů z Moravy a Slezska. Premiérově si za reprezentaci U16 zahrál proti Bavorsku. Následovaly 4 zápasy za U18 (proti Rakousku, Slovensku, Dánsku, Ukrajině) a následně pod trenérem Hřebíkem odehrál v U19 dvojzápas s Chorvatskem. V srpnu 2012 se ocitl mezi náhradníky v nominaci do výběru U20 k zápasu s Polskem a v březnu 2013 u reprezentace Česka do 21 let pro zápasy s Ukrajinou a Tureckem.